# Agrilus felix
Agrilus felix är en skalbaggsart som beskrevs av Horn 1891. Agrilus felix ingår i släktet Agrilus och familjen praktbaggar. Inga underarter finns listade i Catalogue of Life.